# Вулиця Грибоєдова (Київ, Караваєві дачі)
Ву́лиця Грибоє́дова — зникла вулиця, що існувала в Жовтневому, нині Солом'янському районі міста Києва, місцевість Караваєві дачі. Пролягала від вулиці Генерала Тупикова до Польової вулиці.

## Історія
Виникла у 1920-ті — на початку 1930-х років під назвою (2-га) вулиця Бєлінського. Назву вулиця Грибоєдова отримала 1955 року на честь російського письменника Олександра Грибоєдова.
Ліквідована разом із навколишньою малоповерховою забудовою наприкінці 1970-х — на початку 1980-х років.